# Woiwodschaft Krosno

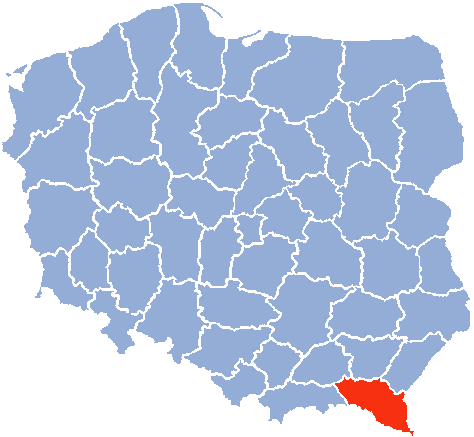
Politische Karte Polens, Woiwodschaft Krosno rot hervorgehoben

Die Woiwodschaft Krosno war in den Jahren 1975 bis 1998 eine polnische Verwaltungseinheit. Im Zuge einer Verwaltungsreform, die am 1. Januar 1999 in Kraft trat, ging sie in der heutigen Woiwodschaft Karpatenvorland auf. Hauptstadt war das namensgebende Krosno.
Bedeutende Städte waren (Einwohnerzahlen von 1995):
- Krosno (49.400)
- Sanok (41.400)
- Jasło (38.900)